# Scapheremaeus crassus
Scapheremaeus crassus är en kvalsterart som beskrevs av Sandór Mahunka 1988. Scapheremaeus crassus ingår i släktet Scapheremaeus och familjen Cymbaeremaeidae. Inga underarter finns listade i Catalogue of Life.